# Baton Rouge
Baton Rouge (franska: Baton Rouge eller Bâton-Rouge) är huvudstad i delstaten Louisiana i USA. Baton Rouge ligger vid Mississippifloden i den sydöstra delen av delstaten. I staden, som har en yta av 229,27 km², bor omkring 227 000 invånare (2020).

## Historia
År 1699 ledde upptäcktsresande Pierre Le Moyne d'Iberville en expedition uppför Mississippifloden i den nya franska kolonin Louisiana. På en brant klippa på den östra flodbrinken såg de stora röda pålar med fastsatta björn- och fiskhuvuden, därav namnet Baton Rouge som betyder "Röda käppen". Pålarna visade sig vara gränsmarkeringar för jaktmarkerna mellan indianstammarna Bayogoula och Houma.
År 1849 flyttades delstatshuvudstaden från New Orleans till Baton Rouge.

## Kända personer födda i Baton Rouge
- Michael Cloud, politiker
- Stormy Daniels, porrskådespelare
- John M. Jackson, skådespelare
- Randy Jackson, American Idol-domare
- Ben Sheets, basebollspelare[1]
- Shane West, skådespelare och punk/rock-sångare
- YoungBoy Never Broke Again, artist

## Baton Rouge omnämnt i populärkultur
- Texten till låten Me and Bobby McGee av Kris Kristofferson, inspelad av bland andra Janis Joplin, börjar "Busted flat in Baton Rouge,.."
- Who says, ett spår på albumet Battle Studies av artisten John Mayer
- River take me, ett spår på albumet Theatre of the Unheard av artisten Darrell Scott
- Memory Motel, ett spår på albumet Black and Blue av Rolling Stones
- Omnämns genom raden "We were down i Baton Rouge [..]" i Brad Paisley's countryballad "Who Needs Pictures"